# 南亚毛主义政党和组织协调委员会
南亚毛主义政党和组织协调委员会（英語：Coordination Committee of Maoist Parties and Organizations of South Asia，缩写为CCOMPOSA）是一个由南亚各国信奉毛主义的政党和组织组成的国际组织，成立于2001年。该组织成立的主要目的是协调成员的活动。2011年后，该组织不再活动。

## 成员党

### 
- 东孟加拉无产阶级党 (中央委员会)
- 东孟加拉无产阶级党（毛主义重建中心）
- 孟加拉国共产党（马列） (杜塔)
- 东孟加拉共产党—马列（红旗）
- 东孟加拉无产阶级党毛主义布尔什维克重组运动 （观察员）

### 不丹
- 不丹共产党（马列毛） （观察员）

### 印度
- 印度共产党（马列）纳萨尔巴里
- 毛主义共产主义中心
- 印度革命共产主义中心（马列毛）
- 印度革命共产主义中心（毛主义）
- 印度共产党（马列）人民战争

注：2003年，印度革命共产主义中心（毛主义）和毛主义共产主义中心合并为印度毛主义共产主义中心。2004年，印度毛主义共产主义中心和印度共产党（马列）人民战争合并为印度共产党（毛主义）。2014年，印度共产党（马列）纳萨尔巴里并入印度共产党（毛主义）。

### 尼泊尔
- 尼泊尔共产党（毛主义）

### 斯里蘭卡
- 锡兰共产党（毛主义）